# Вукшић (Бенковац)
Вукшић је насељено мјесто у Равним Котарима, у сјеверној Далмацији. Припада граду Бенковцу, у Задарској жупанији, Република Хрватска.

## Географија
Вукшић се налази 15 км југоисточно од Бенковца.

## Историја
Вукшић се од распада Југославије до августа 1995. године налазио у Републици Српској Крајини.

## Култура
У насељу се налазе двије римокатоличке цркве: Света Катарина и Свети Миховил.

## Становништво
Вукшић је прије грађанског рата у Хрватској био дијелом етнички мјешовито село; по попису из 1991. године ту је живјело 810 становника, од чега су се 663 (81,85%) изјаснили као Хрвати, а 122 (15,06%) као Срби. По попису из 2001. године, Вукшић је имао 462 становника, од којих су готово сви Хрвати. Вукшић је према попису становништва из 2011. године имао 513 становника.
| Националност       | 1991. | 1981. | 1971. | 1961. |
| Хрвати             | 663   | 617   | 715   |       |
| Срби               | 122   | 92    | 136   |       |
| Југословени        | 1     | 16    | 14    |       |
| остали и непознато | 24    | 9     | 1     |       |
| Укупно             | 810   | 734   | 866   | '     |

| Демографија | Демографија | Демографија |
| Година      | Становника  | Становника  |
| ----------- | ----------- | ----------- |
| 1961.       | 859         |             |
| 1971.       | 866         |             |
| 1981.       | 734         |             |
| 1991.       | 810         |             |
| 2001.       | 462         |             |
| 2011.       |             | 513         |

## Попис 1991.
На попису становништва 1991. године, насељено место Вукшић је имало 810 становника, следећег националног састава:
| Попис 1991.‍ | Попис 1991.‍ | Попис 1991.‍ | Попис 1991.‍ | Попис 1991.‍ |
| ----------- | ----------- | ----------- | ----------- | ----------- |
|             |             |             |             |             |
| Хрвати      | Хрвати      |             | 663         | 81,85%      |
| Срби        | Срби        |             | 122         | 15,06%      |
| Југословени | Југословени |             | 1           | 0,12%       |
| Македонци   | Македонци   |             | 1           | 0,12%       |
| Руси        | Руси        |             | 1           | 0,12%       |
| непознато   | непознато   |             | 22          | 2,71%       |
| укупно: 810 |             |             |             |             |

## Познати мјештани
- Пашко Ромац, политички комесар, учесник Народноослободилачке борбе и народни херој Југославије